# 3-Buten-2-on
3-Buten-2-on (auch Methylvinylketon) ist das einfachste ungesättigte Keton, eine stechend riechende Flüssigkeit, die leicht polymerisiert.

## Gewinnung und Darstellung
Für die industrielle Herstellung von 3-Buten-2-on gibt es zwei Syntheserouten. Die Kondensation von Aceton mit Formaldehyd liefert das 4-Hydroxy-2-butanon, aus dem durch Eliminierung von Wasser 3-Buten-2-on entsteht.
Alternativ kann 3-Buten-2-on in einer Mannich-Reaktion aus Diethylamin, Aceton und Formaldehyd hergestellt werden. Dabei wird das Diethylamin-Hydrochlorid durch eine Thermolyse aus der Mannich-Base freigesetzt und kann erneut verwendet werden.
In einer weiteren Synthesevariante erhält man 3-Buten-2-on durch die Hydratisierung von Vinylacetylen (Butenin) in Gegenwart von Schwefelsäure und Quecksilber(II)-sulfat:

## Eigenschaften
3-Buten-2-on ist eine farblose lichtempfindliche Flüssigkeit, die bei Normaldruck bei 81 °C siedet. Die Verbindung ist unterhalb von 28 °C mit Wasser vollständig mischbar. Oberhalb dieser Temperatur existiert im Bereich zwischen etwa 10 und 40 Molprozent eine Mischungslücke.

## Verwendung
3-Buten-2-on wird zur Herstellung gasundurchlässiger Kunststoffe und als Zwischenprodukt bei der Herstellung von Arzneimitteln, Fungiziden und anderen chemischen Verbindungen (z. B. 2-Ethoxy-buta-1,3-dien oder 1-Phenyl-pentan-1,4-dion) verwendet. Es wird dabei zum Beispiel durch eine Diels-Alder-Reaktion oder Robinson-Anellierung umgesetzt.

## Sicherheitshinweise
3-Buten-2-on neigt zur Bildung explosiver Peroxide und zur spontanen Polymerisation, die schon durch Sonnenlicht ausgelöst werden kann. Die Dämpfe von 3-Buten-2-on bilden mit Luft explosionsfähige Gemische. Die Verbindung hat einen Flammpunkt von −7 °C. Der Explosionsbereich liegt zwischen 2,1 Volumenprozent als untere Explosionsgrenze (UEG) und 15,6 Volumenprozent als obere Explosionsgrenze (OEG). Die Zündtemperatur beträgt 491 °C. Der Stoff fällt somit in die Temperaturklasse T1.
3-Buten-2-on löst schon beim Einatmen von niedrigen Konzentrationen starkes Husten und Atemnot aus. Des Weiteren reizt es die Augen, Haut und Schleimhäute.